# Saint-Sever
Saint-Sever (en gascón, Sent Sever) es una comuna francesa, situada en el departamento de las Landas, en la región de Aquitania, en el suroeste de Francia.
Se suele llamar al municipio «Cap de Gascogne», perpetuando así el nombre de la localidad durante la época romana: «Caput Vasconiae». 
La abadía de Saint-Sever se encuentra incluida como parte del lugar Patrimonio de la Humanidad llamado «Caminos de Santiago de Compostela en Francia» (Código 868-014). Es del siglo XI.

## Demografía
| 5 000                     | 5 844 | 5 244 | 5 400 | 5 238 | 5 863 | 5 010 | 4 282 | 4 808 | 4 8 | 4 980 | 4 734 | 4 917 | 4 864 | 4 869 | 4 805 | 4 677 | 4 769 | 4 644 | 4 527 | 3 967 | 4 022 | 3 661 | 3 855 | 3 727 | 3 822 | 3 983 | 4 360 | 4 716 | 4 716 | 4 536 | 4 455 | 4 852 |
| (Fuente: INSEE y Cassini) |       |       |       |       |       |       |       |       |     |       |       |       |       |       |       |       |       |       |       |       |       |       |       |       |       |       |       |       |       |       |       |       |

## Hermanamientos
- Puente la Reina, Navarra, España,[7] desde el 24 de junio de 1973.[8]

## Enlaces externos

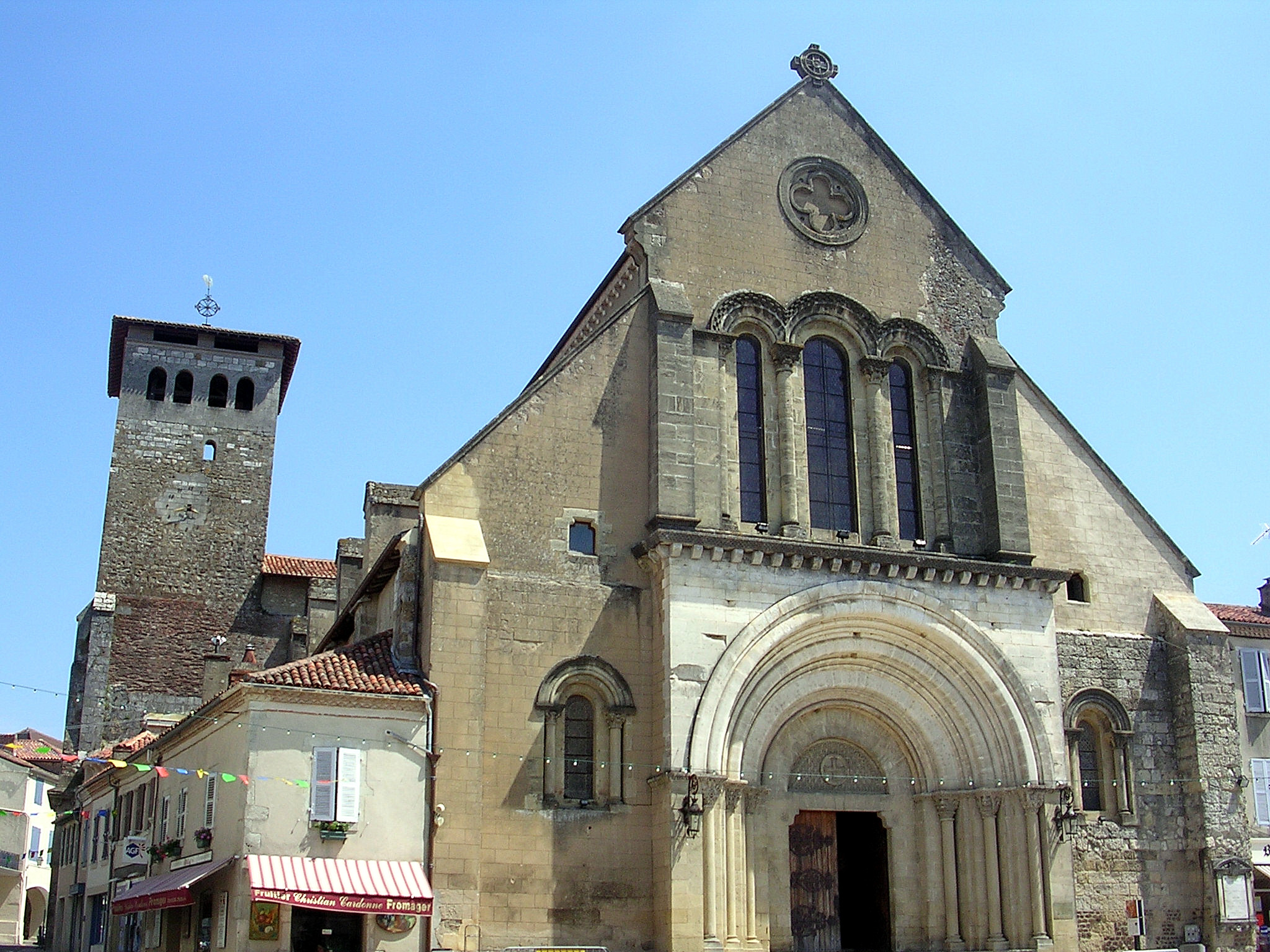
Abadía de Saint-Sever.